# Odiléa Toscano
Odiléa Helena Setti Toscano (São Bernardo do Campo, 1 de dezembro de 1934 - São Paulo, 7 de abril de 2015) foi uma arquiteta, professora e artista plástica brasileira. Casada com o arquiteto João Toscano, ficou mais conhecida por seus trabalhos expostos em uma estação da CPTM (Santo Amaro) e 4 estações do Metrô de São Paulo (Santana, São Bento, Paraíso e Jabaquara), sendo a artista com mais trabalhos na coleção de arte contemporânea da empresa de transporte público.